# Richie Ryan (homme politique)
Richard Ryan (27 février 1929-17 mars 2019) est un homme politique irlandais du Fine Gael qui est ministre des Finances et ministre de la Fonction publique de 1973 à 1977 et membre de la Cour des comptes européenne de 1986 à 1989. Il est Député européen de 1977 à 1986. Il est Teachta Dála (TD) de 1959 à 1982.

## Jeunesse
Ryan est né à Dublin en 1929. Il fait ses études à Synge Street CBS, à l'University College Dublin (UCD), où il étudie l'économie et la jurisprudence, et à la Law Society of Ireland, où il obtient ensuite son diplôme d'avocat. Formidable orateur, à l'UCD, il est auditeur de la Société littéraire et historique (la L&H) puis de la Solicitors Apprentice Debating Society (1950), et remporte les médailles d'or des deux sociétés pour le débat. Il est vice-président honoraire du L&H.
Après avoir obtenu son diplôme, Ryan travaille pour plusieurs cabinets d'avocats avant de créer un cabinet privé à Dame Street à Dublin, dont il reste associé actif jusqu'à sa nomination au gouvernement en 1973.

## Carrière politique
Il occupe pour la première fois des fonctions politiques lorsqu'il est élu au Dáil Éireann en tant que député du Fine Gael pour Dublin Sud-Ouest lors d'une élection partielle de 1959 et conserve son siège jusqu'à sa retraite aux élections générales de février 1982 pour se concentrer sur son mandat européen.
Dans l'opposition, Ryan est porte-parole du Fine Gael pour la santé et la protection sociale (1966-1970) et pour les affaires étrangères et l'Irlande du Nord (1970-1973). Au cours de cette période, il est impliqué dans un certain nombre d'affaires juridiques pro bono importantes, notamment la contestation de 1963 devant la Haute Cour, puis, en appel, devant la Cour suprême d'Irlande en 1964, par Gladys Ryan (aucun lien) sur la constitutionnalité de la Fluoration de l'eau. Bien que le tribunal ait statué contre Gladys Ryan, l'affaire reste une étape historique, car elle établit le droit à la vie privée en vertu de la Constitution irlandaise. L'affaire a également soulevé une controverse juridique, en raison de l'introduction par le juge Kenny de la notion de droits non énumérés. Il est aussi impliqué dans une contestation des règles régissant la délimitation des circonscriptions électorales et une tentative infructueuse de randomiser l'ordre des candidats sur les bulletins de vote (en raison d'une prépondérance de DT dont les noms appartiennent à la première partie de l'alphabet).
Le Fine Gael arrive au pouvoir grâce à une coalition avec le Parti travailliste en 1973 et Ryan  devient ministre des Finances. Il préside pendant quatre années difficiles la Coalition nationale dirigée par Liam Cosgrave, pendant la crise pétrolière des années 1970, lorsque, comme la plupart des économies occidentales, l'Irlande est confrontée à une récession importante. Il est moqué à plusieurs reprises sous le nom de "Richie Ruin" dans l'émission satirique irlandaise Hall's Pictorial Weekly, et sous le nom de "Red Richie" pour l'introduction par son gouvernement d'un impôt sur la fortune. Après les élections générales de 1977, le Fine Gael perd le pouvoir et Ryan redevient porte-parole pour les affaires étrangères.
Ryan est également Député européen en 1973 et de 1977 à 1979, étant nommé à la première et à la troisième délégation irlandaises. Lors des premières élections directes au Parlement européen en 1979, il est élu dans la circonscription de Dublin et réélu en 1984, en tête du scrutin à chaque fois.
Après avoir été nommé à la Cour des comptes européenne en 1986, il démissionne de son siège et est remplacé par Chris O'Malley. Il est membre de la Cour des comptes de 1986 à 1994, remplacé par Barry Desmond. Après sa retraite, il continue à occuper plusieurs postes, notamment celui de commissaire d'Irish Lights (jusqu'en 2004) et celui de président de la Croix-Rouge irlandaise en 1998.
Il est le père de l'économiste et universitaire Cillian Ryan. Il est décédé le 17 mars 2019, à l'âge de 90 ans.